# Mimus trifasciatus
Mimus trifasciatus é uma espécie de ave da família Mimidae.
É endémica do Equador.
Os seus habitats naturais são: matagal árido tropical ou subtropical.